# 京都府道613号下地与謝野停車場線
京都府道613号下地与謝野停車場線（きょうとふどう613ごう しもじよさのていしゃじょうせん）は、京都府与謝郡与謝野町を通る一般府道である。

## 概要
与謝郡与謝野町字石川から与謝郡与謝野町字下山田に至る。
与謝郡与謝野町野田川地区で完結している。野田川右岸の石川と左岸の北近畿タンゴ鉄道宮津線 与謝野駅を連絡する路線である。
本路線が制定された当時の自治体名は野田川町だったが、終点の駅名はいわゆる昭和の大合併以前の旧山田村に由来する丹後山田駅であった。そのため、認定当初は下地丹後山田停車場線の名称であったが、1985年（昭和60年）に丹後山田駅から野田川駅へ改称されたことに伴い、路線名が下地野田川停車場線に改称された。そしてさらに、与謝郡野田川町が平成の大合併を経て与謝郡与謝野町となった後も駅名は野田川駅のままであったが、2015年（平成27年）4月1日に野田川駅が与謝野駅にさらに改称されると、本路線名も下地与謝野停車場線に改称された。

### 路線データ
- 起点：与謝郡与謝野町字石川（下地交差点、国道176号交点）
- 終点：与謝郡与謝野町（北近畿タンゴ鉄道宮津線 与謝野駅前）
- 総延長：0.6312 km[注釈 1][2]

## 歴史
- 1959年（昭和34年） - 下地丹後山田停車場線として京都府が認定。
- 1985年（昭和60年） - 路線名が下地丹後山田停車場線から下地野田川停車場線に変更。
- 2015年（平成27年）3月31日 - 京都府告示第195号により路線名が下地野田川停車場線から下地与謝野停車場線に変更[1]。

## 路線状況
起点の国道176号交点から京都府道・兵庫県道2号宮津養父線までは北西に向かい、野田川水系支流の香河川を筆頭に本流の野田川などを4本の橋（浅郷橋、砂原橋、兵右衛門橋、菱池橋）で渡っている。京都府道・兵庫県道2号宮津養父線と重複してからは北東に向きを変え、北近畿タンゴ鉄道宮津線を踏切で渡り、同線路北側にある北近畿タンゴ鉄道宮津線 与謝野駅前に至る。

### 重複区間
- 京都府道・兵庫県道2号宮津養父線（与謝郡与謝野町字下山田・下山田交差点 - 与謝郡与謝野町字下山田）

### 道路施設

#### 橋梁
- 浅郷橋（香河川、与謝郡与謝野町）
- 砂原橋（与謝郡与謝野町）
- 兵右衛門橋（野田川、与謝郡与謝野町）
- 菱池橋（与謝郡与謝野町）

## 地理

### 通過する自治体
- 京都府
  - 与謝郡与謝野町

### 交差する道路
| 交差する道路                                 | 交差する場所 | 交差する場所      |
| -------------------------------------------- | ------------ | ----------------- |
| 国道176号 国道312号 重複                     | 字下地       | 下地交差点 / 起点 |
| 京都府道803号加悦岩滝自転車道線              | 字下山田     |                   |
| 京都府道・兵庫県道2号宮津養父線 重複区間起点 | 字下山田     | 下山田交差点      |
| 京都府道・兵庫県道2号宮津養父線 重複区間終点 | 字下山田     |                   |

### 交差する鉄道
- 北近畿タンゴ鉄道宮津線

### 沿線
自然
- 野田川

鉄道
- 北近畿タンゴ鉄道宮津線 与謝野駅

金融機関・郵便局
- 山田簡易郵便局

企業
- 臼井織物